# Neofuckelia pinicola
Neofuckelia pinicola är en svampart som först beskrevs av Zeller & Goodd., och fick sitt nu gällande namn av Zeller & Goodd. 1935. Neofuckelia pinicola ingår i släktet Neofuckelia, divisionen sporsäcksvampar och riket svampar.   Inga underarter finns listade i Catalogue of Life.